# 周开达
周开达（1933年—2013年7月20日），重庆市江津区先锋乡晓堂村人，中华人民共和国水稻专家、中国工程院院士。
早年毕业于四川大学农学院（现四川农业大学），为杨开渠教授得意门生。毕业后调入四川农业大学水稻研究所，经过十年养育冈型雄性不育杂交水稻开始在四川推广，约占中国水稻种植面积的三分之一。1999年11月，当选为中国工程院院士。因其主要研究领域在四川，被水稻科学界仿照金庸《射雕英雄传》称之为“西毒”（“南帝、北丐、东邪、西毒、中神通”各指广东黄耀祥、沈阳杨守仁、福建谢华安、四川周开达和湖南袁隆平）。2013年去世。